# Jimmy Jackson
 Jimmy Jackson  va ser un pilot estatunidenc de curses automobilístiques nascut el 25 de juliol del 1910 a Indianapolis, Indiana.
Jackson va córrer a la Champ Car a les temporades 1946-1954 incloent-hi la cursa de les 500 milles d'Indianapolis de diversos d'aquests anys.
Jimmy Jackson va morir el 24 de novembre del 1984.

## Resultats a la Indy 500
| Any    | Cotxe  | Sortida | Vel. mitja | Ranking | Final  | Voltes | V. líder | Retirat          |
| ------ | ------ | ------- | ---------- | ------- | ------ | ------ | -------- | ---------------- |
| 1946   | 61     | 5       | 120.257    | 24      | 2      | 200    | 5        | Va acabar        |
| 1947   | 7      | 10      | 122.266    | 11      | 5      | 200    | 0        | Va acabar        |
| 1948   | 61     | 4       | 127.510    | 7       | 10     | 193    | 0        | Suspensions      |
| 1949   | 61     | 7       | 128.023    | 15      | 6      | 200    | 0        | Va acabar        |
| 1950   | 61     | 32      | 129.208    | 33      | 29     | 52     | 0        | Sobrealimentació |
| 1954*  | 16     | -       | -          | -       | 15     | ?      | ?        | Va acabar        |
| Totals | Totals | Totals  | Totals     | Totals  | Totals | 845    | 5        |                  |

| Curses       | 5 |
| Poles        | 0 |
| Voltes líder | 5 |
| Victòries    | 0 |
| Top 5        | 2 |
| Top 10       | 4 |
| Retirades    | 2 |

(*) Cotxe compartit.

## A la F1
El Gran Premi d'Indianapolis 500 va formar part del calendari del campionat del món de la Fórmula 1 entre les temporades 1950 a la 1960.
Els pilots que competien a la Indy durant aquests anys també eren comptabilitats pel campionat de la F1.
Jimmy Jackson va participar en 2 curses de F1, debutant al Gran Premi d'Indianapolis 500 del 1950.

### Palmarès a la F1
- Participacions: 2
- Poles: 0
- Voltes Ràpides: 0
- Victòries: 0
- Pòdiums: 0
- Punts vàlids per la F1: 0